# Rechtsgrundlage
Rechtsgrundlage, auch Ermächtigungsgrundlage oder Ermächtigungsnorm, ist ein Begriff aus dem deutschen Verwaltungsrecht und bezeichnet eine Rechtsnorm, die eine Behörde auf dem Gebiet des öffentlichen Rechts zur Regelung eines Einzelfalls ermächtigt.

## Abgrenzung
Zuständigkeitsvorschriften sind dadurch gekennzeichnet, dass sie der Behörde bestimmte Aufgaben lediglich allgemein zuweisen, ohne auch dazu zu ermächtigen, die zur Erfüllung dieser Aufgaben nötigen Maßnahmen im Einzelfall zu ergreifen.
Eine zivilrechtliche Anspruchsgrundlage ist eine Rechtsnorm, die dem Anspruchsteller das Recht gibt, von einem anderen ein Tun oder Unterlassen zu verlangen (§ 194 Abs. 1 BGB).
Eine Tat kann nur bestraft werden, wenn die Strafbarkeit gesetzlich bestimmt war, bevor die Tat begangen wurde. Das strafrechtliche Gesetzlichkeitsprinzip ist in Art. 103 Abs. 2 GG, § 1 StGB verankert.
Ein Eingriff in Grundrechte mit Gesetzesvorbehalt bedarf einer besonderen Eingriffsermächtigung.

## Bedeutung
Da die vollziehende Gewalt gem. Art. 20 Abs. 3 GG an Gesetz und Recht gebunden ist, darf die Verwaltung nur tätig werden, wenn sie dazu
durch ein formelles Gesetz ermächtigt wurde. Sie darf grundsätzlich nicht ohne gesetzliche Rechtsgrundlage handeln (Vorbehalt des Gesetzes) und mit ihren hoheitlichen Handlungen nicht gegen eine gesetzliche Regelung verstoßen (Vorrang des Gesetzes).
Verwaltungsakte sind nur rechtmäßig, soweit sie von einer wirksamen Rechtsgrundlage gedeckt sind. Soweit der Verwaltungsakt rechtswidrig und der Kläger dadurch in seinen Rechten verletzt ist, hebt das Verwaltungsgericht den Verwaltungsakt und einen  etwaigen Widerspruchsbescheid auf (§ 113 Abs. 1 Satz 1 VwGO).

### Angabe der Rechtsgrundlage durch die Erlassbehörde
Die Angabe einer Rechtsgrundlage gehört zwar zu den „wesentlichen tatsächlichen und rechtlichen Gründen, die die Behörde zu ihrer Entscheidung bewogen haben“ (formelle Begründungspflicht im Sinne des § 39 Abs. 1 Satz 2 VwVfG). Die Angabe der falschen Ermächtigungsgrundlage führt aber nicht zu einem Verstoß gegen § 39 Abs. 1 VwVfG, da nach h. M. kein Anspruch des Bürgers auf eine materiell richtige Begründung besteht. Die erforderliche Begründung kann zudem auch nachträglich gegeben werden (§ 45 Abs. 1 Nr. 2 VwVfG).
Ob eine Verwaltungsentscheidung von einer Rechtsgrundlage gedeckt ist, betrifft ihre materielle Rechtmäßigkeit. Bei dieser Prüfung hat das Gericht alle einschlägigen Rechtsvorschriften und – nach Maßgabe der Sachaufklärungspflicht gemäß § 86 Abs. 1 VwGO – alle rechtserheblichen Tatsachen zu berücksichtigen, gleichgültig, ob die Normen und Tatsachen von der erlassenden Behörde zur Begründung des Verwaltungsaktes angeführt worden sind oder nicht. Die Frage, ob ein angefochtener Bescheid materiell rechtmäßig ist, richtet sich nach dem Recht, das geeignet ist, seinen Spruch zu tragen. Die Rechtsgrundlagen sind daher insoweit austauschbar. Erweist sich die Entscheidung aus anderen als den angegebenen Rechtsgründen als rechtmäßig, ohne dass diese anderen Rechtsgründe wesentliche Änderungen des Spruchs erfordern würden, dann ist der Verwaltungsakt im Sinne des § 113 Abs. 1 Satz 1 VwGO nicht rechtswidrig.
Eine gebundene Entscheidung kann jedoch nicht auf eine Ermessensvorschrift gestützt werden. Die Grenzen der Austauschbarkeit sind dieselben wie bei  der Frage nach der Zulässigkeit des Nachschiebens von Gründen.

### Rechtmäßigkeit der Rechtsgrundlage
Die Rechtsgrundlage muss ihrerseits rechtmäßig (wirksam) sein. Eine eventuelle Kollision verschiedener Rechtsgrundlagen, die die Entscheidung tragen könnten, ist nach allgemeinen Regeln aufzulösen. Im Rahmen der Normenhierarchie geht dabei das höherrangige Recht, etwa ein förmliches Parlamentsgesetz, dem rangniederen, etwa einer Rechtsverordnung oder Satzung, vor (lex superior derogat legi inferiori).

## Zitiergebot in Rechtsverordnungen
Zur materiellen Rechtmäßigkeit einer bundesrechtlichen Verordnung gehört nach Art. 80 Abs. 1 Satz 3 GG, die Rechtsgrundlage in der Verordnung anzugeben. Das erfordert, dass nicht nur das ermächtigende Gesetz (Delegationsgesetz) als solches, sondern die ermächtigende Einzelvorschrift aus diesem Gesetz im Vorspruch der Verordnung genannt werden. Dieses Zitiergebot soll die Delegation von Rechtssetzungskompetenz auf die Exekutive in ihren gesetzlichen Grundlagen verständlich und kontrollierbar machen.
Ein Beispiel ist die aufgrund § 5b, § 6 Abs. 1 des Straßenverkehrsgesetzes erlassene Straßenverkehrsordnung. Der Vorspruch lautet:

„Auf Grund

- des § 5b Absatz 3 sowie § 6 Absatz 1 Nummer 1 Buchstabe y, 2 Buchstabe a, c, s, w und x, Nummer 3 Buchstabe c sowie Buchstabe f bis i, Nummer 4a, 7, 13, 14, 16, 17, 18 des Straßenverkehrsgesetzes in der Fassung der Bekanntmachung vom 5. März 2003 (BGBl. I S. 310, 919), von denen § 5b Absatz 3 durch Artikel 2 Nummer 4 des Gesetzes vom 14. August 2006 (BGBl. I S. 1958), § 6 Absatz 1 Nummer 2 Buchstabe w und x durch Artikel 1 Nummer 2 Buchstabe a Doppelbuchstabe cc des Gesetzes vom 3. Mai 2005 (BGBl. I S. 1221), § 6 Absatz 1 Nummer 14 durch Artikel 1 Nummer 1 des Gesetzes vom 3. Februar 2009 (BGBl. I S. 150) geändert worden sind, verordnet das Bundesministerium für Verkehr, Bau und Stadtentwicklung,

- des § 6 Absatz 1 Nummer 3 Buchstabe d und e, Nummer 5a, 6, 7, 15 in Verbindung mit Absatz 2a des Straßenverkehrsgesetzes in der Fassung der Bekanntmachung vom 5. März 2003 (BGBl. I S. 310, 919), von denen § 6 Absatz 2a durch Artikel 2 Nummer 4 des Gesetzes vom 14. August 2006 (BGBl. I S. 1958) geändert worden ist, verordnen das Bundesministerium für Verkehr, Bau und Stadtentwicklung und das Bundesministerium für Umwelt, Naturschutz und Reaktorsicherheit:
 Straßenverkehrs-Ordnung (StVO).“